# George Desmarées

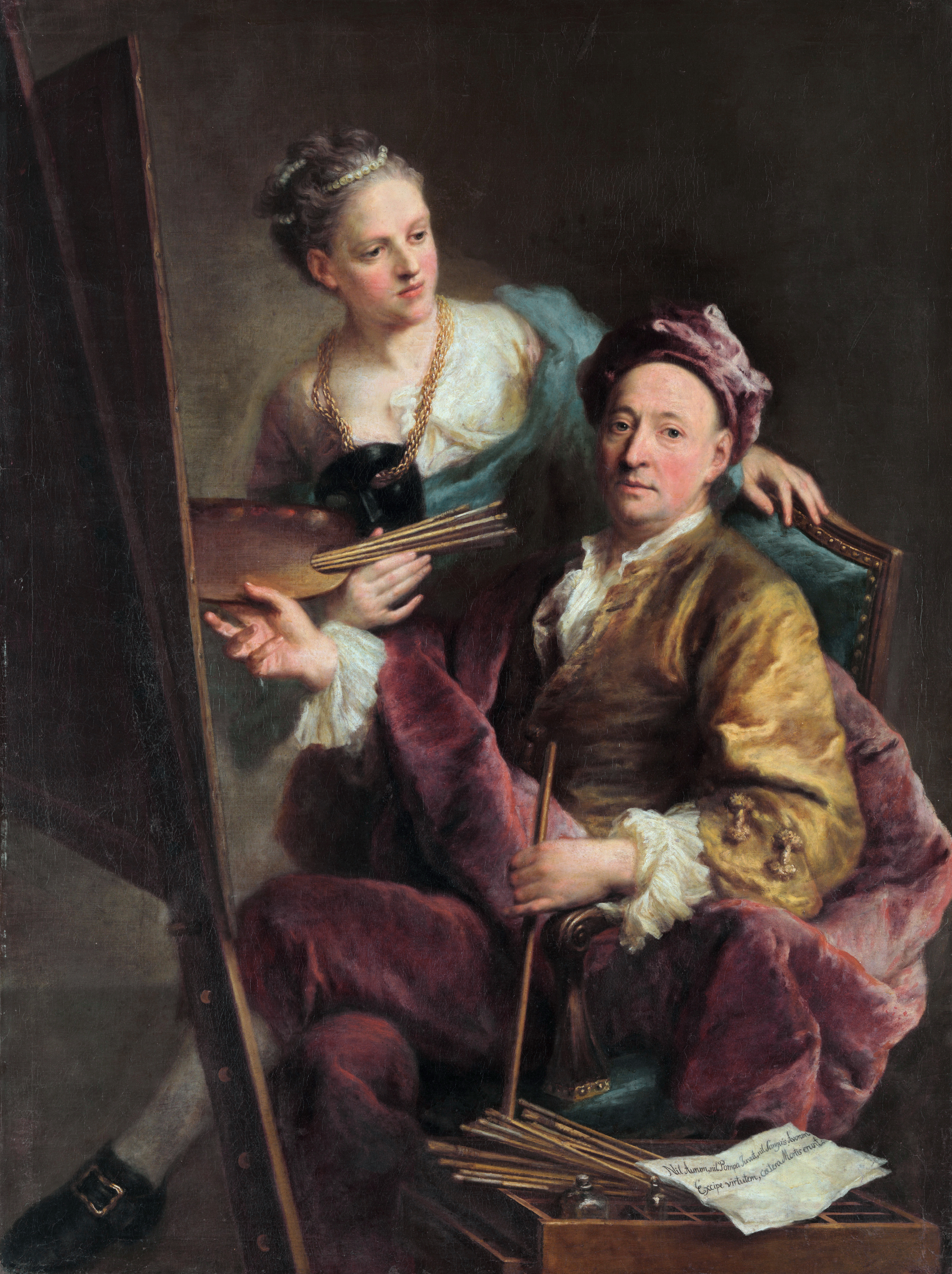
Självporträtt av George Desmarées.

George Desmarées, född 29 oktober 1697, död 3 oktober 1776, var en svensk-tysk porträttmålare.
George Desmarées var son till en inflyttad fransman, och studerade i Stockholm hos sin släkting Martin Mijtens den äldre 1710–24, varefter han för alltid lämnade Sverige. Redan från 1718 tycks han ha verkat som självständig konstnär. Hans fylliga stil framgår av hans monumentala knästycke av Nicodemus Tessin den yngre. 
Porträttet av amiralskan Brita Kristina Appelbom, som finns på Riddarhuspalatset (deponerades under ett antal år på Nationalmuseum), visar däremot en sträng, om holländsk stil påminnande karaktär, vilken dock inte fick efterföljd i hans senare produktion. År 1724 reste George Desmarées över Amsterdam, Nürnberg och München till Italien och återvände 1728 till Augsburg.
Därifrån kallades han 1730 till München, där han övergick till katolicismen. Han var högt skattad som porträttör i en rik, om Hyacinthe Rigaud påminnande stil. Han verkade senare hos furstliga familjer i Bonn, Kassel, Würzburg och Mainz. De sista åren tillbringade han i München.
George Desmarées är representerad på Nationalmuseum och i Göteborgs konstmuseum.

Margareta Fredrika Bonde, oljemålning på duk av Desmarées, Skoklosters slott.